# Aroer
Aroer (hebreo: ערוער, עֲרֹעֵר) es una ciudad bíblica en la orilla norte del río Arnón, al este del mar Muerto, en la actual Jordania.
La ciudad era un antiguo asentamiento moabita.

## Menciones en la Biblia
"Aroer, que está a la orilla del arroyo de Arnón" (Deut. ii. 36), corresponde, probablemente, con las actuales ruinas de 'Arzā'ir en la orilla norte del barranco de Arnón, a once millas (18 kilómetros) de la desembocadura del río. La ciudad seguía en pie en tiempos de Eusebio. El lugar se describe generalmente junto a su situación con el fin de distinguirla de otras localidades del mismo nombre (Deut. 12 iii, iv 48,.... Jos 2 xii, xiii 9,.. Jueces xi 26; II Sam. . xxiv 5).
Al parecer, primero fue capturada por el amorreo Sehón, rey de Moab (cf. Núm. Xxi. 26). En la Estela de Mesa, l. 26, se menciona como si hubiera sido construida por los moabitas. Tras el ataque de Israel contra los amorreos, fue asignada como parte del territorio de la tribu de Rubén, cuya frontera sur marcó. Esta es la ciudad mencionada en Num. xxxii. 34, con los pueblos del sur, ya que fue construido por los hijos de Gad antes de la distribución de la tierra. Cuando Hazael y sus sirios tomaron de Israel el territorio a través del Jordán, Aroer se administra en su límite meridional (II Reyes x. 33). Es evidente, a partir de Jer. xlviii. 19, que las moabitas finalmente recuperaron de los israelitas.
Según una profecía en los escritos de Isaías (capítulo 17, versículo 2), Aroer será bien desamparado, abandonado y desolado, o abandonado para siempre, según el manuscrito se utiliza para obtener la traducción. Su entorno geográfico se pueden incluir en esta profecía, así, como el verso dice "las ciudades de Aroer".